# Hunting High and Low
Albums de a-ha
Scoundrel Days
(1986)
Singles
1. Take On Me
Sortie : 5 avril 1985
2. Love Is Reason
Sortie : avril 1985
3. The Sun Always Shines on T.V.
Sortie : 16 décembre 1985
4. Train of Thought
Sortie : 24 mars 1986
5. Hunting High and Low
Sortie : 2 juin 1986

Hunting High and Low est le premier album du groupe de synthpop norvégien a-ha, sorti le 1er juin 1985 aux États-Unis et le 28 octobre 1985 à l'international sur le label Warner Bros. Records. Le trio peaufinait les mélodies et arrangements de cet album depuis 1982, année de leur formation avec l'arrivée de Harket.
Produit par Alan Tarney, ex-bassiste des Shadows, le disque se vendra à près de huit millions d'exemplaires dans le monde, atteignant la 15e place aux États-Unis et la 7e en France (avec plus d'1 500 000 exemplaires vendus).
En tout, cinq singles ont été extraits de l'album, bien qu'ils n'aient pas tous fait l'objet d'une sortie internationale. Le premier titre extrait Take on Me approchera les sept millions d'exemplaires (1 500 000 exemplaires vendus en France), se classant notamment no 1 aux USA. Les autres singles sont Love Is Reason, The Sun Always Shines on T.V., Train of Thought et Hunting High and Low. Le groupe a été nommé dans la catégorie du meilleur nouvel artiste aux Grammy Awards en 1986, faisant d'a-ha le premier groupe norvégien à être nommé pour un prix Grammy.

## Sortie et réception
Hunting High and Low est l'album qui a permis à a-ha de se faire connaître. À sa sortie, Hunting High and Low s'est classé à la quinzième place du Top 200 du Billboard. L'album a également permis au groupe d'acquérir une reconnaissance internationale. Hunting High and Low a notamment obtenu le statut de triple disque de platine au Royaume-Uni, disque de platine aux États-Unis et en Allemagne, et disque d'or au Brésil et aux Pays-Bas. L'album atteint la 5e place du top 100 européen des ventes d'albums.
Il est cité dans l'ouvrage de référence de Robert Dimery Les 1001 albums qu'il faut avoir écoutés dans sa vie.

## Rééditions
Hunting High and Low a été réédité le 6 juillet 2010 chez Rhino/Warner Bros en disque compact ainsi qu'en téléchargement. Cette édition comprend deux disques : le premier inclut l'album original remasterisé et des versions alternatives des quatre singles, alors que le second comprend des démos et divers titres rares et inédits.
Hunting High and Low a été réédité de nouveau le 18 septembre 2015 à l'occasion du 30e anniversaire de sa sortie, chez Rhino/Warner Bros en disque compact ainsi qu'en téléchargement.

## Liste des titres
Toutes les chansons sont écrites et composées par Pål Waaktaar, sauf mention contraire.
| No  | Titre                          | Auteur                                        | Durée |
| --- | ------------------------------ | --------------------------------------------- | ----- |
| 1.  | Take on Me                     | Magne Furuholmen, Morten Harket, Pål Waaktaar | 3:48  |
| 2.  | Train of Thought               |                                               | 4:14  |
| 3.  | Hunting High and Low           |                                               | 3:45  |
| 4.  | The Blue Sky                   |                                               | 2:36  |
| 5.  | Living a Boy's Adventure Tale  | Harket, Waaktaar                              | 5:00  |
| 6.  | The Sun Always Shines on T.V.  |                                               | 5:08  |
| 7.  | And You Tell Me                |                                               | 1:51  |
| 8.  | Love Is Reason                 | Furuholmen, Waaktaar                          | 3:04  |
| 9.  | I Dream Myself Alive           | Furuholmen, Waaktaar                          | 3:06  |
| 10. | Here I Stand and Face the Rain |                                               | 4:30  |

### Réédition de 2010
| 1.  | Take on Me                                     | 3:48 |
| 2.  | Train of Thought                               | 4:14 |
| 3.  | Hunting High and Low                           | 3:44 |
| 4.  | The Blue Sky                                   | 2:36 |
| 5.  | Living a Boy's Adventure Tale                  | 5:03 |
| 6.  | The Sun Always Shines on T.V.                  | 5:07 |
| 7.  | And You Tell Me                                | 1:52 |
| 8.  | Love is Reason                                 | 3:07 |
| 9.  | Dream Myself Alive                             | 3:08 |
| 10. | Here I Stand and Face the Rain                 | 4:33 |
| 11. | Take on Me (version single de 1984)            | 3:18 |
| 12. | The Sun Always Shines on T.V. (version longue) | 7:09 |
| 13. | Train of Thought (version américaine)          | 7:03 |
| 14. | Hunting High and Low (version longue)          | 6:03 |

| 1.  | Take on Me (démo)                                 | 3:11 |
| 2.  | Train of Thought (démo)                           | 4:19 |
| 3.  | Hunting High and Low (démo)                       | 3:08 |
| 4.  | The Blue Sky (démo)                               | 3:16 |
| 5.  | Living a Boy's Adventure Tale (version primitive) | 5:15 |
| 6.  | The Sun Always Shines on T.V. (démo)              | 4:08 |
| 7.  | And You Tell Me (démo)                            | 1:56 |
| 8.  | Love Is Reason (démo)                             | 2:22 |
| 9.  | I Dream Myself Alive (démo)                       | 3:04 |
| 10. | Here I Stand and Face the Rain (démo)             | 3:53 |
| 11. | Stop! and Make Your Mind Up                       | 3:03 |
| 12. | Driftwood                                         | 3:05 |
| 13. | Dot the I                                         | 3:20 |
| 14. | The Love Goodbye                                  | 3:25 |
| 15. | Nothing to It                                     | 3:42 |
| 16. | Go to Sleep                                       | 2:12 |
| 17. | Monday Mourning                                   | 3:06 |
| 18. | All the Planes That Come in on the Quiet          | 3:03 |
| 19. | Never Never                                       | 3:16 |
| 20. | What's That You're Doing to Yourself              | 2:39 |
| 21. | You Have Grown Thoughtful Again                   | 2:28 |
| 22. | Lesson One (démo de Take On Me de l'automne 1982) | 2:41 |
| 23. | Presenting Lily Mars                              | 2:57 |

## Crédits
a-ha
- Morten Harket – chant, chœurs
- Magne Furuholmen – claviers, programmation de la basse, chœurs
- Pål Waaktaar – guitares, programmation de la batterie, chœurs

Personnel additionnel et technique
- Claire Jarvis – hautbois (piste 5)
- Bobby Hata – mastering
- John Ratcliff – production, remix, claviers, chœurs (piste 8)
- Alan Tarney – production (pistes 1, 6)
- Tony Mansfield – production (pistes 2–5, 7, 9, 10)
- Jeffrey Kent Ayeroff – direction artistique, conception
- Neill King – ingénieur du son
- Jeri McManus – direction artistique, pochette, conception
- Bob Ludwig – mastering
- Just Loomis – photographie

## Classements et certifications
| Classement (1985–1986)               | Meilleure position |
| ------------------------------------ | ------------------ |
| Allemagne de l'Ouest (Media Control) | 10                 |
| Australie (Kent Music Report)        | 15                 |
| Autriche (Ö3 Austria Top 40)         | 18                 |
| Canada (Canadian Albums)             | 12                 |
| Espagne (AFYVE)                      | 20                 |
| États-Unis (Billboard 200)           | 15                 |
| Europe (European Albums)             | 5                  |
| Finlande (Suomen virallinen lista)   | 6                  |
| France (IFOP)                        | 7                  |
| Italie (Musica e dischi)             | 17                 |
| Norvège (VG-lista)                   | 1                  |
| Nouvelle-Zélande (RIANZ)             | 1                  |
| Pays-Bas (Mega Album Top 100)        | 11                 |
| Royaume-Uni (UK Albums Chart)        | 2                  |
| Suède (Sverigetopplistan)            | 1                  |
| Suisse (Schweizer Hitparade)         | 10                 |

| Classement (2010)             | Meilleure position |
| ----------------------------- | ------------------ |
| Allemagne (Media Control AG)  | 39                 |
| Hongrie (Mahasz)              | 27                 |
| Norvège (VG-lista)            | 32                 |
| Royaume-Uni (UK Albums Chart) | 165                |

| Classement (1985)   | Position |
| ------------------- | -------- |
| Canada (Top Albums) | 49       |
| Norvège (VG-lista)  | 1        |

| Classement (1986)                         | Position |
| ----------------------------------------- | -------- |
| Allemagne de l'Ouest (Offizielle Top 100) | 11       |
| Australie (Kent Music Report)             | 75       |
| États-Unis (Billboard 200)                | 73       |
| Europe (European Albums)                  | 5        |
| Nouvelle-Zélande (RMNZ)                   | 2        |
| Pays-Bas (Album Top 100)                  | 24       |
| Royaume-Uni (UK Albums Chart)             | 7        |

### Certifications
| Région | Certification | Ventes/Streams |
| --- | ------------- | -------------- |
| Allemagne (BM) | 3 × Or        | 750 000^       |
| Australie (ARIA) | Or            | 35 000^        |
| Brésil (ABPD) | Or            | 270 000        |
| Danemark (IFPI) | Or            | 10 000^        |
| Espagne (PME) | Or            | 50 000^        |
| France (SNEP) | Platine       | 400 000*       |
| États-Unis (RIAA) | Platine       | 1 000 000^     |
| Hong Kong (IFPI) | Or            | 10 000*        |
| Norvège (IFPI) | 2 × Platine   | 228 000        |
| Nouvelle-Zélande (RMNZ) | Platine       | 15 000^        |
| Pays-Bas (NVPI) | Or            | 50 000^        |
| Royaume-Uni (BPI) | 3 × Platine   | 900 000^       |
| *Ventes selon la certification ^Mise en rayon selon la certification xNon précisé par la certification ‡ventes/streaming selon la certification |               |                |